# Maria Kalergis
Maria Kalergis, née Maria von Nesselrode-Ehreshoven le 7 août 1822 à Varsovie et morte le 22 mai 1874 à Varsovie, est une comtesse, une pianiste et une mécène polonaise.